# دن کیشوت (فیلم ۱۹۴۷)
«دن کیشوت» (انگلیسی: Don Quixote de la Mancha (1947 film)) یک فیلم است که در سال ۱۹۴۸ منتشر شد. از بازیگران آن می‌توان به فرناندو ری، سارا مونتیل، فرانسیسکو رابال، و خوان کارلوس کالوو اشاره کرد.